# Щекичинська сільська рада
Щеки́чинська сільська́ ра́да — орган місцевого самоврядування в Корецькому районі Рівненської області. Адміністративний центр — село Щекичин.

## Загальні відомості
- Щекичинська сільська рада утворена в 1946 році.
- Територія ради: 39,861 км²
- Населення ради: 1 343 особи (станом на 2001 рік)
- Територією ради протікає річка Ревуха.

## Населені пункти
Сільській раді підпорядковані населені пункти:
- с. Щекичин
- с. Мала Совпа

## Склад ради
Рада складається з 16 депутатів та голови.
- Голова ради: Ярмолюк Володимир Адамович
- Секретар ради: Пархомець Ірина Євгенівна

### Керівний склад попередніх скликань
| Прізвище, ім'я, по батькові | Основні відомості                                                         | Дата обрання | Дата звільнення |
| --------------------------- | ------------------------------------------------------------------------- | ------------ | --------------- |
| Самолюк Павло Миколайович   | Сільський голова, 1953 року народження, безпартійний                      | 26.03.2006   | 31.10.2010      |
| Ярмолюк Володимир Адамович  | Сільський голова, 1970 року народження, освіта вища, член Народної партії | 31.10.2010   |                 |

Примітка: таблиця складена за даними сайту Верховної Ради України